# U-259 (tàu ngầm Đức)
U-259 là một tàu ngầm tấn công  Lớp Type VII thuộc phân lớp Type VIIC được Hải quân Đức Quốc Xã chế tạo trong Chiến tranh Thế giới thứ hai. Nhập biên chế năm 1942, nó chỉ kịp thực hiện được hai chuyến tuần tra và không đánh chìm được mục tiêu nào trước khi bị máy bay ném bom Lockheed Hudson của Không quân Hoàng gia Anh đánh chìm ngoài khơi Algiers tại Địa Trung Hải vào ngày 15 tháng 11, 1942.

## Thiết kế và chế tạo

### Thiết kế

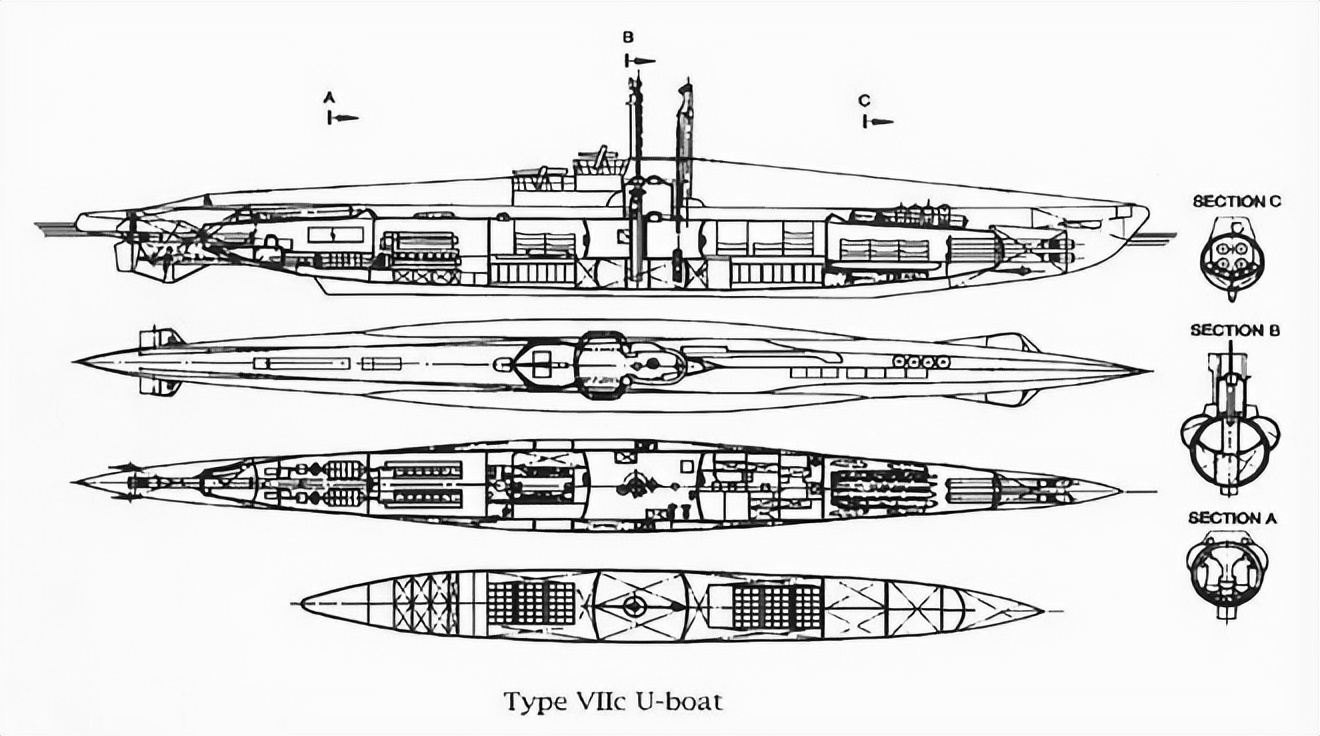
Sơ đồ các mặt cắt một tàu ngầm Type VIIC

Phân lớp VIIC của Tàu ngầm Type VII là một phiên bản VIIB được kéo dài thêm. Chúng có trọng lượng choán nước 769 t (757 tấn Anh) khi nổi và 871 t (857 tấn Anh) khi lặn). Con tàu có chiều dài chung 67,10 m (220 ft 2 in), lớp vỏ trong chịu áp lực dài 50,50 m (165 ft 8 in), mạn tàu rộng 6,20 m (20 ft 4 in), chiều cao 9,60 m (31 ft 6 in) và mớn nước 4,74 m (15 ft 7 in).
Chúng trang bị hai động cơ diesel Germaniawerft F46 siêu tăng áp 6-xy lanh 4 thì, tổng công suất 2.800–3.200 PS (2.100–2.400 kW; 2.800–3.200 bhp), dẫn động hai trục chân vịt đường kính 1,23 m (4,0 ft), cho phép đạt tốc độ tối đa 17,7 kn (32,8 km/h), và tầm hoạt động tối đa 8.500 nmi (15.700 km) khi đi tốc độ đường trường 10 kn (19 km/h). Khi đi ngầm dưới nước, chúng sử dụng hai động cơ/máy phát điện AEG GU 460/8–27 tổng công suất 750 PS (550 kW; 740 shp). Tốc độ tối đa khi lặn là 7,6 kn (14,1 km/h), và tầm hoạt động 80 nmi (150 km) ở tốc độ 4 kn (7,4 km/h). Con tàu có khả năng lặn sâu đến 230 m (750 ft).
Vũ khí trang bị có năm ống phóng ngư lôi 53,3 cm (21 in), bao gồm bốn ống trước mũi và một ống phía đuôi, và mang theo tổng cộng 14 quả ngư lôi, hoặc tối đa 22 quả thủy lôi TMA, hoặc 33 quả TMB. Tàu ngầm Type VIIC bố trí một hải pháo 8,8 cm SK C/35 cùng một pháo phòng không 2 cm (0,79 in) trên boong tàu. Thủy thủ đoàn bao gồm 4 sĩ quan và 40-56 thủy thủ.

### Chế tạo
U-259 được đặt hàng vào ngày 23 tháng 12, 1939, và được đặt lườn tại xưởng tàu của hãng Bremer-Vulkan-Vegesacker Werft ở Bremen vào ngày 25 tháng 3, 1941. Nó được hạ thủy vào ngày 30 tháng 12, 1941, và nhập biên chế cùng Hải quân Đức Quốc Xã vào ngày 18 tháng 2, 1942 dưới quyền chỉ huy của Hạm trưởng, Đại úy Hải quân Klaus Köpke.

## Lịch sử hoạt động
Sau khi hoàn thành việc chạy thử máy và huấn luyện trong thành phần Chi hạm đội U-boat 5, U-259 được điều sang Chi hạm đội U-boat 3 từ ngày 1 tháng 9, 1942 để hoạt động trên tuyến đầu.

### Chuyến tuần tra thứ nhất
U-259 khởi hành từ cảng Kiel vào ngày 29 tháng 8, 1942 cho chuyến tuần tra đầu tiên trong chiến tranh. Nó tiến ra Bắc Hải, rồi băng qua khe GIUK giữa quần đảo Faroe và Iceland để hoạt động tại vùng biển Bắc Đại Tây Dương về phía Đông Nam Greenland. Tại đây nó tham gia bầy sói Lohs từ ngày 13 đến ngày 22 tháng 9, và bầy sói Blitz từ ngày 22 đến ngày 25 tháng 9. Không đánh chìm được mục tiêu nào, nó kết thúc chuyến tuần tra và đi đến cảng La Pallice, La Rochelle bên bờ biển Đại Tây Dương của Pháp đã bị Đức chiếm đóng, đến nơi vào ngày 5 tháng 10.

### Chuyến tuần tra thứ hai - Bị mất
U-259 xuất phát từ La Pallice vào ngày 5 tháng 11 cho chuyến tuần tra thứ hai, cũng là chuyến cuối cùng, trong thành phần bầy sói Delphin. Nó đã băng qua eo biển Gibraltar được Hải quân Hoàng gia Anh canh phòng nghiêm ngặt để tiến vào Địa Trung Hải, và tham gia bầy sói Wal từ ngày 12 tháng 11 để hoạt động dọc bờ biển Bắc Phi. Đến ngày 15 tháng 11, chiếc tàu bị một máy bay ném bom Lockheed Hudson thuộc Liên đội 500 Không quân Hoàng gia Anh tấn công về phía Bắc Algiers. Một trong số các quả mìn sâu ném xuống kích nổ ngay khi tiếp tục đã đánh chìm chiếc tàu ngầm tại tọa độ 37°20′B 3°5′Đ / 37,333°B 3,083°Đ. Toàn bộ 48 thành viên thủy thủ đoàn của U-259 đều tử trận. Chấn động của vụ nổ cũng khiến chiếc Hudson bị hư hại và rơi xuống biển; chỉ có phi công cùng một thành viên đội bay khác sống sót và được cứu vớt.

### "Bầy sói" tham gia
U-259 từng tham gia bốn bầy sói:
- Lohs (13 – 22 tháng 9, 1942)
- Blitz (22 – 25 tháng 9, 1942)
- Delphin (5 – 12 tháng 11, 1942)
- Wal (12 – 15 tháng 11, 1942)